# Rupert Wildt
Rupert Wildt, né le 25 juin 1905 à Munich en Allemagne et mort le 9 janvier 1976 à Orleans dans le Massachusetts, est un astronome germano-américain.

## Biographie
Né à Munich en Allemagne, Rupert Wildt grandit dans ce pays pendant la Première Guerre mondiale. En 1927, il obtient un philosophiæ doctor de l'Université Humboldt de Berlin. Il rejoint l'Université de Göttingen, se spécialisant dans les propriétés des atmosphères.
L'astéroïde (1953) Rupertwildt est nommé en son honneur.